# Colonia la Antorcha Campesina
Colonia la Antorcha Campesina är en ort i Mexiko.   Den ligger i kommunen Jalpa och delstaten Zacatecas, i den centrala delen av landet, 500 km nordväst om huvudstaden Mexico City. Colonia la Antorcha Campesina ligger 1 437 meter över havet och antalet invånare är 157.
Terrängen runt Colonia la Antorcha Campesina är varierad. Runt Colonia la Antorcha Campesina är det ganska glesbefolkat, med 26 invånare per kvadratkilometer. Närmaste större samhälle är Jalpa, 2,8 km söder om Colonia la Antorcha Campesina. Omgivningarna runt Colonia la Antorcha Campesina är en mosaik av jordbruksmark och naturlig växtlighet.